# バック・イン・ブラジル
「バック・イン・ブラジル」（Back In Brazil）は、ポール・マッカートニーの楽曲で、2019年9月16日にキャピトル・レコードよりリリースされた『エジプト・ステーション』に収録されている。

## 概要
本作は、ツアーで訪れたブラジルでのオフの日に、ホテルの部屋に備え付けられたピアノを演奏しているうちにリフとストーリーが考え出された。歌詞はブラジルを舞台とし、「夢見る少女がある青年と出逢って意気投合し、彼をデートに誘いたいが仕事で遅い彼は行くことが出来ない」という物語調の楽曲となっている。本作は、サンパウロにあるKLBスタジオで録音された
ローリング・ストーン誌は、本作について『アルバムの中で最も奇妙な楽曲の一つ』と評し、ポールが本作において9種類以上の楽器を演奏していることに注目している。本作は、ギター、ウーリッツァー、コンガ、トライアングルによるラウンジ調のビートから始まる。
曲の中盤ほどにあるコーラス・パートでは、ブラジルなどの国で使用されるポルトガル語ではなく、日本語で「一番！」と繰り返し叫んでいる。当初、この部分では「hechibam, hechibam（ヘチバム、ヘチバム）」というフレーズが使用されていたが、後にブラジルでマッサージを受けている際に日本人女性が発した「1番」という言葉に興味を持ち、同時にブラジルは日本以外で日本人が最も多く住んでいる国であることから日本語のフレーズに変更された。

## ミュージック・ビデオ
2018年9月16日に本作のミュージック・ビデオが公開された。ミュージック・ビデオは、ブラジル人女性がボーイフレンドをポールのコンサートに誘うところから始まる。ボーイフレンドが仕事で遅くなり、1人でライブ会場に入った彼女は、ポールにステージ上に誘われステージ上で曲に合わせて踊り、ライブ終了後に会場に訪れたボーイフレンドが謝罪をすると、彼女は受け入れたという内容になっている。
ライブのシーンは、2017年10月20日の「One on One Tour」のサルヴァドール公演で撮影された。

## パーソネル
- ポール・マッカートニー - リード・ボーカル、アコースティック・ギター、ウーリッツァー、ベース、パーカッション、エレクトリック・ギター、アシスタント・プロデューサー[9]

外部ミュージシャン
- グレッグ・カースティン（英語版） - プロデューサー、エンジニア、編曲、ウーリッツァー、BASS FX
- エイブ・ラボリエル・ジュニア（英語版） - ドラムス、バッキング・ボーカル
- ペドロ・エウスターチェ（英語版） - フルート、ドゥドゥク（＃11）
- セッション・ミュージシャン - オーケストラ
- スパイク・ステント（英語版） - ミキシング
- スティーブ・オーチャード、モーリシオ・チェルソーシモ、アル・シュミット（英語版）、ビリー・ブッシュ（英語版）、リッチ・リッチ、アレックス・パスコ - エンジニア